# Università di Brema
L'Università di Brema è la principale università della città tedesca di Brema. Fondata nel 1971, è tra le più giovani università pubbliche tedesche.

## Storia
Sebbene Brema sia diventata una città universitaria solo di recente, l'istruzione superiore a Brema ha una lunga tradizione. La Scuola latina di Brema fu trasformata in Gymnasium Academicum nel 1584. Nel 1610 fu trasformata in Gymnasium Illustre. Sotto il dominio napoleonico, nel 1811 venne considerata l'istituzione di una università "franco-bremense". Nel 1971 l'Università di Brema iniziò la sua attività.
All'inizio degli anni 1970, l'università fu istituita come un "complesso scientifico" in una città orientata al commercio e alla navigazione che non aveva esperienza con il mondo accademico. L'università, gli affari e il pubblico nella regione non si sono avvicinati fino agli anni '80, attraverso la fondazione dei dipartimenti di scienze naturali e ingegneria, in collaborazione con il neo-fondato Istituto Alfred Wegener per la ricerca marina e polare a Bremerhaven (1980), così come lo sviluppo del parco tecnologico co-localizzato (dal 1988). Altri fattori importanti sono stati il successo iniziale nella creazione di centri di ricerca collaborativi e nell'acquisizione di considerevoli fondi esterni. Il professore di matematica Jürgen Timm, eletto rettore universitario nel 1982, fu in gran parte responsabile di questa svolta. L'Università di Brema migliorò il proprio profilo interdisciplinare e vide la creazione di diversi centri di ricerca e programmi finanziati dalla Deutsche Forschungsgemeinschaft.

## Struttura
Facoltà:
- Biologia/Chimica
- Fisica/Ingegneria elettrica
- Ingegneria della produzione, ingegneria meccanica e ingegneria di processo
- Matematica/Informatica
- Scienze culturali
- Scienze economiche
- Scienze giuridiche
- Scienze linguistiche e letterature straniere
- Scienze pedagogiche e dell'educazione
- Scienze sociali
- Scienze della terra
- Scienze umane e dell'educazione sanitaria